# Ильина, Ольга Александровна
Ольга Александровна Ильина (26 июля [8 августа] 1894, Казань — ноябрь 1991, Сан-Франциско) — русская поэтесса, писательница, правнучка поэта Евгения Баратынского, дочь предводителя дворянства Казанского уезда Александра Боратынского. Правнучка поэта Е. А. Боратынского, а также просветителя, востоковеда, профессора А. К. Казембека.

#### Детство и юность
Ольга Александровна, а в семейном кругу Лита, родилась в классической дворянской семье. Родителями её были Александр Николаевич Боратынский и Надежда Дмитриевна Шипова (1865—1903).  
Ее дядя (брат матери) — Павел Дмитриевич Шипов, генерал-лейтенант, участник Русско-японской и Первой мировой войн, художник-баталист и портретист.
Дом Боратынских  на Большой Ямской улице был популярен в среде творческого сообщества Казани.  Александр Николаевич Боратынский много сил отдавал народному образованию: занимался вопросами оснащения школ книгами и всем самым необходимым; именно в доме Боратынских неоднократно проходили встречи земских учителей. А в их имении в Шушарах с 1881 года работала земская школа, а также амбулатория, где лечили крестьян. Кроме того,  Шушарах и близлежащих деревнях были открыты бесплатные столовые.  Надежда Дмитриевна обладала поэтическим и живописным дарованиями, она — автор книги стихов «Друзьям на память» (Казань, 1904).
Маленькая Лита с двумя братьями (старшим Дмитрием (1892—1932/3) и младшим Александром — Алеком (1899—1918) росла в атмосфере благополучия и семейной идиллии. Однако, ее мать довольно рано умерла от скарлатины. После ее смерти опекать Литу стала сестра Александра Николаевича — Екатерина Николаевна (1869—1943). Лита получила хорошее образование, окончила гимназию. Затем в связи с затяжным бронхитом отец отправляет ее для лечения на два года в Европу. После возвращения в Казань она училась на Высших женских курсах.

#### Начало творческого пути
Ольга Александровна с детства она писала стихи, играла на фортепиано, каждое лето участвовала в домашних спектаклях.  В 1917 году Лита вышла замуж за Кирилла Борисовича Ильина (1896—1974), принадлежавшего к старинной дворянской семье. Он окончил Николаевское кавалерийское училище, участвовал в Первой мировой войне, затем нес службу в Белой армии. В августе 1918 года у Литы и Кирилла родился сын Борис. В сентябре 1918 года они покинули Казань в связи с наступлением Красной армии. Лита, как дочь предводителя дворянства находилась в расстрельных списках ЧК. Затем начались длительные скитания по Сибири. Затем Ольга Александровна вернулась в Казань, где жила до 1923 года.  В 1923 году Ольга Александровна эмигрировала с семьей в Харбин, затем в Сан-Франциско. В США выпустила несколько книг 
на английском языке. Там же, в США, в 1929 году родился младший сын Ильиных — Дмитрий.

#### Известность
В современной России Ольга Ильина приобрела известность благодаря своим произведениям «Канун Восьмого Дня» и «Белый путь. Русская Одиссея 1919—1923».

## Память
Творческое наследие Ольги Александровны Ильиной-Боратынской сохраняет и пропагандирует Музей Е. А. Боратынского в Казани.
В романе писателя Торнтона Уайлдера «День восьмой» Ольга Ильина выведена под именем русской эмигрантки Ольги Дубковой, «затерявшейся в эмиграции не от хорошей жизни».

## Работы
- Канун Восьмого дня (2003) ISBN 5-89052-018-0 , Издатель: Заман
- Белый путь. Русская Одиссея. 1919—1923 (2013) ISBN 978-5-7784-0450-2, Издатель: Аграф